# Darrell Dexter

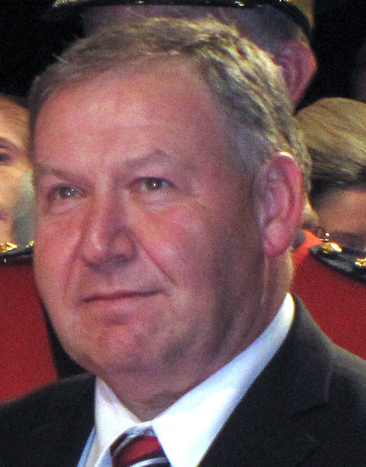
Darrell Dexter (2010)

Darrell Dexter (* 10. September 1957 in Halifax, Nova Scotia) ist ein kanadischer Politiker und Rechtsanwalt. Von 2001 bis 2013 war er Parteivorsitzender der sozialdemokratischen Nova Scotia New Democratic Party (NDP). Von 1998 bis 2013 war er Mitglied des Abgeordnetenhauses von Nova Scotia, vom 19. Juni 2009 bis zum 22. Oktober 2013 regierte er die Provinz als Premierminister.

## Biografie
Dexter wuchs in Milton als Sohn eines Metallarbeiters auf. Er studierte Journalismus am University of King’s College in Halifax, anschließend Recht an der Dalhousie University. Nach seiner Dienstzeit als Unterleutnant in der Royal Canadian Navy arbeitete er in Dartmouth als Rechtsanwalt. Dort gehörte er von 1994 bis 1996 dem Stadtrat an. Im März 1998 folgte die Wahl in das Abgeordnetenhaus von Nova Scotia und er vertrat den Wahlkreis Dartmouth-Cole Harbour. Viermal in Folge gelang ihm die Wiederwahl. Nach dem Rücktritt von Helen MacDonald übernahm er im Juni 2001 interimistisch den Parteivorsitz. Der Parteitag der NDP bestätigte ihn ein Jahr später in diesem Amt mit 62 % der Stimmen.
Unter Dexters Führung stieg die NDP dank vier Sitzgewinnen bei den Wahlen am 5. August 2003 erstmals in ihrer Geschichte zur zweitstärksten politischen Kraft der Provinz auf, die regierenden Progressiv-Konservativen von John Hamm mussten sich mit einer Minderheitsregierung begnügen. Hamms Nachfolger Rodney MacDonald verlor ein Misstrauensvotum, woraufhin es am 13. Juni 2006 zu vorgezogenen Neuwahlen kam. Die NDP legte um weitere fünf Sitze zu und verringerte den Abstand zu den Progressiv-Konservativen; Dexter wies mehrmals das Angebot der drittplatzierten Liberalen zurück, eine Koalitionsregierung zu bilden. Ein weiteres Misstrauensvotum gegen MacDonald am 4. Mai 2009 führte erneut zu vorgezogenen Neuwahlen. Am 9. Juni 2009 errang die NDP erstmals überhaupt die absolute Mehrheit der Sitze. Nach seiner Vereidigung am 19. Juni führte Dexter somit die erste sozialdemokratische Regierung in den atlantischen Provinzen Kanadas an.
Dexters Regierung brachte in der Legislaturperiode zwar einige Reformen durch, zog sich aber den Unmut der Bevölkerung auf sich. Einer der Hauptgründe dafür war das gebrochene Wahlversprechen, die Mehrwertsteuer nicht zu erhöhen. Durch buchhalterische Maßnahmen konnte die Provinzregierung im ersten Amtsjahr erstmals einen Budgetüberschuss vorweisen. Die folgenden Jahre schlossen hingegen mit hohen Defiziten ab, was zahlreiche unpopuläre Kürzungen zur Folge hatte. Bei den Wahlen am 8. Oktober 2013 erlitt die NDP eine empfindliche Niederlage. Sie fiel von 31 auf 7 Sitze zurück und war nur noch drittstärkste Kraft. Dexter selbst verlor sein Abgeordnetenmandat denkbar knapp mit 21 Stimmen Unterschied. Die Amtsgeschäfte führte er noch einige Tage weiter und übergab diese am 22. Oktober dem Liberalen Stephen McNeil.